# استخوان‌خور بزرگ
استخوان‌خور بزرگ(نام علمی: Leptoptilos dubius) نام یک گونه از سرده لک‌لک‌های گرمسیری است.